# غوردون باركر
غوردون باركر (بالإنجليزية: Gordon Parker)‏ هو كاتب بريطاني، ولد في 28 فبراير 1940 في نيوكاسل أبون تاين في المملكة المتحدة.